# Palmilla (subdelegación)
Palmilla fue una de las subdelegaciones que integró el antiguo departamento de San Fernando y, más tarde, el de Santa Cruz. Estaba inicialmente compuesta por tres distritos.
El territorio de la subdelegación fue organizado por decreto del presidente José Joaquín Pérez Mascayano el 14 de agosto de 1867.

## Historia
La subdelegación fue creada por decreto supremo del 14 de agosto de 1867, que divide el departamento de San Fernando en veinte subdelegaciones. El documento determina así sus límites:

Al norte, por el deslinde septentrional de la hacienda de Colchagua con el Barco y Peralillo, desde el río Tinguiririca hasta la puntilla de la Pelota; al este, por ese mismo río; al sur, por las Trancas de Cunaco, el deslinde del fundo denominado La Capellanía, que la separa de la subdelegación 10.° y el zanjón de Guirivilo o Santa Cruz; y al oeste, por este mismo zanjón y el cordón que va desde la puntilla del Arrayán hasta la de la Pelota.

Se dividió en tres distritos: 1.° Palmilla, 2.° Paniahue, 3.° Colchagua.
Por decreto del 22 de diciembre de 1891 fueron creadas varias comunas en el departamento de San Fernando, entre ellas la comuna de Palmilla, a la que pasó a pertenecer esta subdelegación junto con la de Calleuque.
El Decreto con Fuerza de Ley N.º 8.583 del 30 de diciembre de 1927 redistribuye el territorio del departamento de San Fernando y Santa Cruz. Así, la subdelegación de Palmilla quedó compuesta por los distritos 1.° Palmilla y 3.° Colchagua, de su anterior conformación; el distrito 2.° Apalta, de la antigua subdelegación de Cunaco; y la subdelegación de Huique, que pertenecía al departamento de San Vicente. Esta subdelegación fue suprimida con la Constitución de 1980, tras el proceso de regionalización impulsado por la dictadura militar.

## Administración
La administración del territorio estaba a cargo del subdelegado, subordinado al gobernador departamental y nombrado por él. Duraban dos años en el cargo, aunque también podían ser nombrados indefinidamente. Podían ser removidos por el gobernador, quien debía dar cuenta de esto al intendente provincial. Los distritos, en tanto, eran regidos por un inspector, quien respondía a las órdenes del subdelegado, quien tenía la potestad de nombrarlos o removerlos dando cuenta al gobernador departamental.